# James Flanagan
James Showers "Jim" Flanigan (Filadèlfia, Pennsilvània, 3 d'agos de 1878 – Filadèlfia, 28 de març de 1937) va ser un remer estatunidenc que va competir a primers del segle xx.
El 1904 va prendre part en els Jocs Olímpics de Saint Louis, on va guanyar la medalla d'or en la prova de vuit amb timoner del programa de rem.